# 2000 CF105
2000 CF105, também escrito como 2000 CF105, é um objeto transnetuniano (TNO) que está localizado no cinturão de Kuiper, uma região do Sistema Solar. Ele é classificado como um cubewano. O mesmo possui uma magnitude absoluta (H) de 7,1 e, tem um diâmetro com cerca de 64 km, por isso existem poucas chances que possa ser classificado como um planeta anão, devido ao seu tamanho relativamente pequeno. Este corpo celeste é um sistema binário, o outro componente, o S/2001 (2000 CF105) 1, possui um diâmetro estimado em cerca de 46 km.

## Descoberta
2000 CF105 foi descoberto no dia 05 de fevereiro de 2000 por Marc W. Buie.

## Órbita
A órbita de 2000 CF105 tem uma excentricidade de 0.042, possui um semieixo maior de 44.098 UA. O seu periélio leva o mesmo a uma distância de 42.255 UA em relação ao Sol e seu afélio a 45.941.